# Списък на известните личности (Пиемонт)
Това е списък с известните личности родени, починали или свързани с регион Пиемонт, Северна Италия.
- Гауденций от Новара (* 327 Ивреа † 3 август 418 Новара) – 1-ви епископ на Новара, светец на Католическата църква
- Св. Максим Торински († ок. 450) – 1-ви епископ на Торино, светец на Ктолическата църква
- Ардуин от Ивреа (* ок. 955 Помбия † 14 октомври 1015 Абатство Фрутуария) – крал на Италия
- Аделхайд от Суза (* 1016 Торино † 19 декември 1091 Канискио) – маркграфиня на Торино (1034 – 1091), съпруга на Ото I Савойски
- Джакомо Якуерио (* ок. 1375 Торино † 1453 пак там) – художник, бележит представител на Късната готика в Пиемонт
- Гауденцио Ферари (* 1475/1480 Валдуджа † 31 януари 1546 Милано) – художник и скулптор
- Дефенденте Ферари (* 1480/1485 Кивасо † ок. 1540 Торино) – художник, бележит представител на пиемонтския Ренесанс
- Пий V или Антонио Микеле Гизлиери (* 17 януари 1504 Боско Маренго † 1 май 1572 Рим) – папа и светец на Католическата църква
- Емануил Филиберт I Савойски (* 8 юли 1528 Шамбери † 30 август 1580 Торино) – 10-и херцог на Савоя, смятан за един от основателите на Савойската държава
- Джовани Ботеро (* 1544 Бене Ваджена † 23 юни 1617 Торино) – свещеник, писател и философ, известен с трактата Della Ragion di Stato (1589) и с трактата по политгеография Relazioni universali
- Амедео Кониенго ди Кастеламонте (* 17 юни 1613 Торино † 17 септември 1683 пак там) – архитект и инженер на Савойските владетели
- Франц Хиацинт Савойски (* 14 септември 1632 Торино † 4 октомври 1638 пак там) – маркграф на Салуцо, 13-и херцог на Савоя, принц на Пиемонт и граф на Аоста, Мориен и Ница (1637 – 1638)
- Микеланджело Гарове (* 29 септември 1648 Киери † 21 септември 1713 Торино) – архитект, инженер и урбанист на Савоя
- Виктор Амадей II Савойски (* 14 май 1666 Торино † 31 октомври 1732 Риволи) – 15-и херцог на Савоя (1675 – 1720, 1730 – 1732), крал на Сицилия (1713 – 1720) и първи крал на Сардиния (1720 – 1730)
- Иняцио д’Екзилес Бертола (* 1676 Тортона † 22 май 1755) – архитект, известен с Цитаделата на Алесандрия и с Форта на Ексилес
- Пиетро Мика (* 5 март 1677 Саляно † 30 август 1706 Торино) – военен, герой в Обсадата на Торино през 1706 г.
- Бенедето Алфиери (* 8 юни 1699 Рим † 6 декември 1767 Торино) – архитект, работил по значими барокови сгради в Торино и в Пиемонт
- Бернардо Антонио Витоне (* 19 август 1704 Торино † 19 октомври 1770 пак там) – архитект, един от най-големите представители на Пиемонтския барок
- Виктор Амадей III (* 26 юни 1726 Торино † 16 октомври 1796 Монкалиери) – крал на Пиемонт и Сардиния (1773 – 1796)
- Жозеф Луи Лагранж (* 25 януари 1736 Торино † 10 април 1813 Париж) – математик, физик, астроном
- Виторио Алфиери (* 16 януари 1749 Асти † 8 октомври 1803 Флоренция) – поет и драматург
- Антонио Бенедето Карпано (* 24 ноември 1751 Биольо † 1815 Торино) – предприемач и дистилатор, откривател на Вермут
- Карл Феликс Савойски (* 6 април 1765 Торино † 27 април 1831 пак там) – крал на Сардиния-Пиемонт, последен абсолютен монарх на Савоя
- Бернардино Дровети (* 4 януари 1766 Барбания † 9 март 1852 Торино) – изследовател, колекционер на древноегипетско изкуство, италиански дипломат
- Амедео Авогадро (* 9 август 1776 Торино † 9 юли 1856 пак там) – физик и химик
- Джузепе Бенедето Котоленго (* 3 май 1786 Бра † 30 април 1842 Киери) – свещеник, светец на Католическата църква
- Силвио Пелико (* 24 юни 1789 Салуцо † 31 януари 1854 Торино) – писател, поет и патриот, автор на „Моите затвори“
- Чезаре Балбо (* 21 ноември 1789 Торино † 3 юни 1853 пак там) – политик, писател, 1-ви премиер на Кралство Сардиния
- Пиер Алесандро Гарда (* 1791 Ивреа † 1880) – участва в много от кампаниите на Наполеон като лейтенант; по време на броженията през 1821 г. е начело на Батальона на планинските ловци
- Алесандро Антонели (* 14 юли 1798 Геме † 18 октомври 1888 Торино) – архитект и политик, създател на Моле Антонелиана (Торино)
- Масимо Тапарели д'Адзельо (* 24 октомври 1798 Торино † 15 януари 1866 пак там) – политик, патриот, художник и писател
- Карл Алберт Савойски (* 2 октомври 1798 Торино † 28 юли 1849 Порто, Португалия) – крал на Сардиния (1831 – 1849) и херцог на Савоя (1831 – 1849)
- Винченцо Джоберти (* 5 април 1801 Торино † 26 октомври 1852 Париж) – свещеник, патриот и философ, 1-ви председател на Камерата на депутатите на Кралство Сардиния
- Алфонсо Ла Мармора (* 18 ноември 1804 Торино † 5 януари 1878 Флоренция) – генерал и политик
- Камило Бенсо, граф на Кавур (* 10 август 1810 Торино † 6 юни 1861 пак там) – премиер на Кралство Италия
- Джовани Боско (* 16 август 1815 Кастелнуово Дон Боско † 31 януари 1888 Торино) – светец на Католическата църква, основател на Салезианското общество
- Виктор Емануил II Савойски (* 14 март 1820 Торино † 9 януари 1878 Рим) – 1-ви крал на Обединена Италия, баща на Италианската държава
- Леонардо Муриалдо (* 26 октомври 1828 Торино † 30 март 1900 пак там) – свещеник, основател на Конгрегацията на Св. Йосиф, считан е за един от социалните светии на Торино
- Луиджи Палма ди Чезнола (* 28 юни 1832 Ривароло Канавезе † 20 ноември 1904 Ню Йорк) – граф, бележит археолог, военен от Савойската армия
- Джовани Вирджилио Скиапарели (* 14 март 1835 Савиляно † 4 юли 1910 Милано) – астроном и историк на науката
- Лучано Фабро (* 20 ноември 1936 Торино † 22 юни 2007 Милано) – художник и скулптор, теоретик на изкуството, представител на Arte Povera и концептуалното изкуство
- Франческо Чирио (* 25 декември 1836 Ница Монферато † 9 януари 1900 Рим) – предприемач, основател на консервената фабрика Cirio
- Мария Доменика Мадзарело (* 9 май 1837 Морнезе † 14 май 1881 Ница Монферато) – светица на Kатолическата църква
- Умберто I Савойски (* 14 март 1844 Торино † 29 юли 1900 Монца) – крал на Италия (1878 – 1900)
- Едмондо Де Амичис (* 21 октомври 1846 Онеля, част от дн. Империя † 11 март 1908 Бордигера) – писател, автор на „Сърце“
- Мария Витория дал Поцо (* 9 август 1846 Париж † 8 ноември 1876 Санремо) – принцеса на Чистерна д'Асти, кралица на Испания
- Джузепе Джакоза (* 21 октомври 1847 Колерето Парела † 1 септември 1906 Торино) – поет, драматург и либретист
- Маргарита Савойска (* 20 ноември 1851 Торино † 4 януари 1926 Бордигера) – съпруга на Умберто I, 1-ва кралица консорт на Италия
- Томас Алберт Виктор Савойски (* 6 февруари 1854 Торино † 15 април 1931 пак там) – принц от Савойската династия, 2-ри херцог на Генуа (1855 – 1931) и адмирал
- Пиеро Аригони (* 9 август 1856 Торино † 1940 Солун, Гърция) – архитект, автор на много сгради в град Солун от края на 19 и началото на 20 век
- Медардо Росо (* 21 юни 1858 Торино † 31 март 1928 Милано) – скулптор, важен представител на италианския импресионизъм
- Джовани Анели (* 13 август 1866 Торино † 16 декември 1945 пак там) – сенатор и предприемач, един от основателите на ФИАТ
- Камило Оливети (* 13 август 1868 Ивреа † 4 декември 1943 Биела) – основател на първата фабрика за пишещи машини в Италия – Оливети
- Джовани Чена (* 12 януари 1870 Монтанаро † 7 декември 1917 Рим) – италиански поет и писател
- Пиетро Бадолио (* 28 септември 1871 Грацано Монферато † 1 ноември 1956 пак там) – генерал и политик, маршал на Италия
- Джакомо Бала (* 18 юли 1871 Торино † 1 март 1958 Рим) – художник, скулптор и сценограф от движението на футуризма
- Карло Бискарети ди Руфия (* 24 август 1874 Торино † 7 септември 1959 Сан Джулиано Терме, Италия) – италиански граф, известен с произведенията си като художник, промишлен дизайнер, журналист и като автомобилен ентусиаст, основател на музеен автомобилен салон.
- Луиджи Ейнауди (* 24 март 1875 Кару † 30 октомври 1961 Рим) – политик и икономист, 12-и президент на Италианската република (1948 – 1955)
- Амалия Гулиелминети (* 4 април 1881 Торино † 4 декември 1941 пак там) – италианска писателка и поетеса
- Винченцо Ланча (* 24 август 1881 Фобело † 15 февруари 1937 Торино) – предприемач, основател и конструктор на Ланча
- Гуидо Гоцано (* 19 декември 1883 Торино † 9 август 1916 пак там) – писател и поет, виден представител на постдекадентското литературно движение на „поезията на здрача“
- Фердинанд Савойски-Генуезки (* 21 април 1884 Торино † 24 юни 1963 Бордигера) – 3-ти херцог на Генуа, адмирал
- Салватор Гота, роден Салваторе Гота (* 18 май 1887 Монталто Дора † 7 юни 1980 Рапало) – италиански писател
- Ерменеджилдо Дзеня (* 2 януари 1892 Триверо † 18 ноември 1966 пак там) – предприемач, основател на вълената фабрика Дзеня
- Питигрили, псевдоним на Дино Сегре (* 9 май 1893 Салуцо † 8 май 1975 Торино) – италиански писател и журналист.
- Филиберт Савойски-Генуезки (* 10 март 1895 Торино † 7 септември 1990 Лозана) – 4-ти херцог на Генуа, генерал-майор
- Джузепе Сарагат (* 19 септември 1898 Торино † 11 юни 1988 Рим) – политик, 5-и президент на Италианската република
- Амадей Савойски-Аоста (* 21 октомври 1898 Торино † 3 март 1942 Найроби) – 13-и херцог на Аоста, генерал, авиатор, вицекрал на Етиопия (1934 – 1941)
- Адриано Оливети (* 11 април 1901 Ивреа † 27 февруари 1960 Егъл, Швейцария) – предприемач, инженер и политик, син на основателя на Оливети Камило Оливети
- Алесандро Пасрен д'Антреве е Курмайор (* 26 април 1902 Торино † 15 декември 1985 пак там) – философ, академик, партизанин и историк по италианско право
- Ерминио Макарио, известен като Макарио (* 27 май 1902 Торино † 26 март 1980 пак там) – комедиен телевизионен, кино- и театрален актьор
- Карло Леви (* 29 ноември 1902 Торино † 4 януари 1975 Рим) – италиански писател, журналист, лекар и художник
- Натале Капеларо (* 22 декември 1902 Ивреа † 26 февруари 1977 Торино) – инженер, проектант на машини за механична калкулация и пишещи машини, директор в Оливети
- Евгений Савойски-Генуезки (* 13 март 1906 Торино † 8 декември 1996 Сао Пауло) – херцог на Анкона (31 юни 1906), 5-и херцог на Генуа, адмирал
- Джузепе „Нино“ Фарина (* 30 октомври 1906 Торино † 30 юни 1966 Егбел, Франция) – автомобилен пилот, първи шампион на Формула 1 (1950)
- Чезаре Павезе (* 9 септември 1908 Санто Стефано Белбо † 27 август 1950 Торино) – писател, поет, преводач, литературен критик
- Серджо Пулиезе (* 7 октомври 1908 Ивреа † 5 декември 1965 Рим) – драматург, журналист, 1-ви директор на телевизионните програми на Rai, баща на италианската телевизия
- Рита Леви-Монталчини (* 22 април 1909 Торино † 30 декември 2012 Рим) – невробиоложка, лауреат на Нобеловата награда за физиология или медицина (1986)
- Норберто Бобио (* 18 октомври 1909 Торино † 9 януари 2004 пак там) – философ, историк и политолог
- Теобалдо Депетрини (* 12 март 1913 Верчели † 8 януари 1996 Торино) – футболист и треньор
- Оскар Луиджи Скалфаро (* 9 септември 1918 Новара † 29 януари 2012 Рим) – президент на Италианската република (1992 – 1999)
- Примо Леви (* 31 юли 1919 Торино † 11 април 1987 пак там) – писател, оцелял от Холокоста
- Фаусто Копи (* 15 септември 1919 Кастелания Копи † 2 януари 1960 Тортона) – колоездач
- Джорджо Бока (* 18 август 1920 Кунео † 25 декември 2011 Милано) – журналист и писател
- Фред Бускальоне (* 23 ноември 1921 Торино † 3 февруари 1960 Рим) – певец, музикант и актьор
- Джани Родари (* 29 октомври 1920 Оменя † 14 април 1980 Рим) – писател, автор на книги за деца
- Джани Анели (* 12 март 1921 Торино † 24 януари 2003 пак там) – предприемач, бивш президент на Фиат (1966 – 1996) и „Ювентус“ (1947 – 1954), пожизнен сенатор в Италианския сенат от 1991 г.
- Бепе Фенолио (* 1 март 1922 Алба † 18 февруари 1963 Торино) – писател, преводач и драматург
- Микеле Фереро (* 26 април 1925 Доляни † 14 февруари 2015 Монте Карло) – предприемач, основател на Фереро
- Серджо Пининфарина (* 8 септември 1926 Торино † 3 юли 2012 пак там) – автомобилен дизайнер, препдриемач, сенатор
- Карло Фрутеро (* 19 септември 1926 Торино † 15 януари 2012 Кастильоне дела Пеская) – писател
- Роберто Оливети (* 18 март 1928 Торино, Кралство Италия † 27 април 1985 Рим, Италия) – италиански предприемач и мениджър на Оливети, един от основните архитекти на трансформацията ѝ от металообработваща компания в компания, занимаваща се с електроника.
- Джино Мунарон (* 2 април 1928 Торино † 22 ноември 2009 Валенсия, Испания) – пилот от Формула 1
- Пиеро Анджела (* 22 декември 1928 Торино) – телевизионен журналист, водещ на научнопопулярни предавания
- Руджеро Мастрояни (* 7 ноември 1929 Торино † 9 септември 1996 Помеция) – филмов монтажист
- Серджо Либеровичи (* 10 декември 1930 Торино † 16 ноември 1991 пак там) – композитор
- Пиер Джорджо Перото (* 24 декември 1930 Торино † 23 януари 2002 Генуа) – инженер и пионер на информатиката, проектант на Оливети, създател на Programma 101 – 1-вият персонален компютър
- Умберто Еко (* 5 януари 1932 Алесандрия † 19 февруари 2016 Милано) – писател, есеист и семиотик
- Джипо Фарасино (* 11 март 1934 Торино † 11 декември 2013 пак там) – певец, актьор, политик
- Джовани „Джани“ Ватимо (* 4 януари 1936 Торино) – философ и общественик с международна известност
- Паоло Конте (* 6 януари 1937 Асти) – певец, автор на песни, актьор
- Пиерлуиджи Байма Болоне (* 1937) – доктор, редовен професор към Торинския университет, автор на множество книги в областта на криминологията
- Джулиано Амато (* 13 май 1938 Торино) – политик, юрист и академик, председател на Мин. съвет (1992 – 1993 и 2000 – 2001), конституционен съдия (от 2013)
- Джорджето Джуджаро (* 7 август 1938 Гаресио) – автомобилен дизайнер
- Карло Гинзбург (15 април 1939 Торино) – историк, един от създателите на микроисторията.
- Джан Карло Казели (* 9 май 1939 Алесандрия) – магистрат, играещ значима роля в борбата срещу мафията
- Уго Несполо (* 29 август 1941 Мосо) – художник и рекламист
- Алесандро Мацола (* 8 ноември 1942 Торино) – футболист, нападател
- Рита Павоне (* 23 август 1945 Торино) – певица и актриса
- Пиеро Феручи (* 23 април 1946 Торино) – психотерапевт, философ и писател на произведения за самопомощ и психотерапия
- Флавио Бриаторе (* 12 април 1950 Вердзуоло) – бизнесмен, бивш мениджър на Формула 1
- Джорджо Фалети (* 25 ноември 1950 Асти † 4 юли 2014 Торино) – писател, актьор, комик, кабаретист, певец
- Умберто Тоци (* 4 март 1953 Торино) – певец
- Амедео Гория (16 февруари 1954 Торино) – телевизонен водещ и журналист
- Ецио Греджо (* 7 април 1954 Косато) – комедиен актьор и телевизионен водещ
- Пиеро Грос (* 30 октомври 1954 Саузе д'Улкс) – шампион по ски алпийски дисциплини
- Лудовико Ейнауди (* 23 ноември 1955 Торино) – композитор и пианист
- Артуро Бракети (* 13 октомври 1957 Торино) – комедиен актьор
- Алесандро Барико (* 25 януари 1958 Торино) – писател, музикален критик, режисьор
- Алба Париети (* 2 юли 1961 Торино) – шоу гърл, телевизионна водеща, актриса
- Анна Мария Барбера (* 15 януари 1962 Торино) – комедийна актриса, известна като Неутешимата
- Масимо Джилети (* 18 март 1962 Торино) – телевизионен водещ
- Лучана Литицето (* 29 октомври 1964 Торино) – комедийна актриса и телевизионна водеща
- Валерия Бруни Тедески (* 16 ноември 1964 Торино) – актриса
- Марко Травальо (* 13 октомври 1964 Торино) – журналист, от 2015 главен директор на в. Il Fatto Quotidiano
- Карла Бруни (* 23 декември 1967 Торино) – модел, певица и бивша Първа дама на Франция
- Стефания Белмондо (* 13 януари 1969 Винадио) – ски бегачка, два пъти Олимпийска медалистка
- Габриел Гарко, роден Дарио Гарбиел Оливиеро (* 12 юли 1972 Торино) – актьор
- Габриеле „Габри“ Понте (* 20 април 1973 Торино) – диджей, музикален продуцент, радио водещ
- Роберто Боле (* 26 март 1975 Казале Монферато) – балетист
- Лука Арджентеро (* 12 април 1978 Торино) – актьор
- Клаудио Маркизио (* 19 януари 1986 Торино) – футболист, централен полузащитник.